# 島本和彦のマンガチックにいこう!
島本和彦のマンガチックにいこう!（しまもとかずひこのマンガチックにいこう）は、STVラジオで放送されていたラジオ番組。

## 概要
漫画家の島本和彦がパーソナリティーを務め、週替りで一つのアニメや漫画作品または「××な作品」等といったテーマを定め、アニメの音声や主題歌を交えながら、その作者が聞いていないという事を前提に熱くストレートに語ったり、作中の名場面の台詞の読み合わせ（朗読）などを行う。メディア出演の少ない久米田康治や塀内夏子、藤田和日郎などがゲスト出演。放送エリアは北海道のみであったが「いろいろな方法」によってそれ以外の地域のファンにも聴かれていた。
島本は1980年代からラジオ番組を担当したい願望があったものの声がかからず、取材目的でSTVを訪れアナウンサーと話していた際に「（ラジオを）やれるんじゃないか」と話が盛り上がったことから本番組が実現し、アニメ化された作品や逸話を知っている作品などラジオにして面白いものをテーマとし、ビデオを見るなどし一週間かけて作品を調べて収録に臨みその週のテーマ作品の主題歌を流した後作品の解説や最終回の紹介を行う構成とし、収録には約3時間ほどを要していた。
2007年4月14日の放送から、番組に参加していない島本の制作アシスタントである大哲とともに「番組の反省会」として「ポッドキャスティング版マンガチックにいこう」の配信も行った。
2008年9月から多忙を理由に「半年のお休み」期間に入ったがその半年後も再開される事無く、その後2010年1月3日19:30 - 20:00に新春特番の一つとして復活放送を行うのみに留まった。このほか「STVラジオメンバーズ」サイト内の同番組のブログ「マンガチックなたのしい感想文」は番組休止後も継続され、プレゼント企画も行われた。2012年のSTVラジオメンバーズ終了後はSTVラジオ公式サイト内に移管され、2016年3月25日をもって終了。
2013年4月28日にはニコニコ生放送にてこの番組を担当した島本の出演で「島本和彦のマンガちっくにいこう！生誕52周年スペシャル！！」が行われ、STVラジオは制作に関わっていないものの本番組と同様にサイボーグ009をOP曲として使用し島田朋尚が進行役として出演した。
2023年2月5日にはサウンドプラントスペシャルにて『島本和彦のマンガチックにいこう!リターンズ』を放送。渋谷愛奈美がアシスタント出演し、桜井浩子スタジオインタビュー、麻上洋子・日髙のり子電話インタビュー、市原武法・横山裕二のゲスト生出演が展開された。

## 放送時間
- 2001年10月 - 2003年3月 土曜21:00 - 21:30
- 2003年4月 - 2006年9月 土曜23:30 - 24:00
- 2006年10月 - 2008年9月 土曜22:30 - 23:00

## 番組アシスタント
- 室田智美[12] 2001年10月6日 - 2003年9月27日
- 渋谷愛奈美 2004年3月27日 - 2005年10月29日（モナミン名義）
- 宮田愛子 2005年12月3日 - 2006年1月28日
- 渋谷愛奈美 2006年2月4日 - 2007年9月29日
- 奈良愛美 2007年10月6日 - 2008年9月27日

2003年10月4日 - 2004年3月20日、および2005年11月5日 - 2005年11月26日の期間はアシスタントを置かず島本一人で進行された。

## 提供
島本と縁があるスポンサーが提供に付き、番組内でCMを流した。
- 月刊サンデーGX（小学館） - 『吼えろペン』『BLACK LAGOON』『新暗行御史』『ヨルムンガンド』などのCMが流れた。
- アニメイト - 関智一と長沢美樹による『アニメ店長』の寸劇CMが流れ、エンディングでは「アニメイトからのお知らせ」コーナーも行われた。関、長沢、島本、モナミンの4人による公開収録が行われたこともある。また2023年のリターンズ特番でもスポンサードを行った。